# Wardenburg
Wardenburg er en by med godt 15.600 indbyggere beliggende i den nordvestlige del af Landkreis Oldenburg i den tyske delstat Niedersachsen.

## Geografi
Wardenburg ligger ved den nordvestlige udkant af Naturpark Wildeshauser Geest syd for byen Oldenburg. Floderne Hunte, Lethe og Streeker Fleth løber gennem kommunen. Mod nord grænser kommunen Wardenburg til Küstenkanal, mod øst, på den andens ide af Hunte, grænser den til Osenberge.
Ude over Oldenburg mod nord, er de nærmeste større byer Sandkrug mod øst og Huntlosen mod sydøst.

### Inddeling
I kommunen Wardenburg ligger følgende byer, landsbyer og bebyggelser:
| - Achternholt - Achternmeer - Astrup - Benthullen - Charlottendorf Ost - Charlottendorf West, - Harbern I, - Harbern II, - Höven | - Hundsmühlen - Klein Bümmerstede - Littel - Oberlethe - Südmoslesfehn - Tungeln - Wardenburg - Westerburg - Westerholt |